# Frauenrechte in Iran
| Dieser Artikel wurde aufgrund von inhaltlichen Mängeln auf der QS-Werkstatt des Wikiprojekts Frauen eingetragen. Dies geschieht, um die Qualität der Artikel aus dem Themengebiet Frauen auf ein enzyklopädisches Niveau zu bringen. Artikel, die nicht signifikant verbessert werden können, werden gelöscht. Hilf mit, die inhaltlichen Mängel dieses Artikels zu beseitigen, und beteilige dich an der Diskussion. |

Iran

Die Frauenrechte in Iran und die Lage der Frauen in Iran sind durch gesetzliche und gesellschaftliche Diskriminierung geprägt, eine Gleichberechtigung der Frauen wird von der Führung seit Jahrzehnten abgelehnt bzw. konterkariert. Menschenrechtsorganisationen kritisierten deshalb die Wahl Irans in die Kommission der Vereinten Nationen zur Rechtsstellung der Frau (2010 bis 2015) durch den Wirtschafts- und Sozialrat. Iran hat neben fünf anderen Ländern die UN-Konvention zur Beseitigung jeder Form von Diskriminierung der Frau nicht unterzeichnet.

## Geschichtliche Entwicklung

### Anfänge der Frauenbewegung und konstitutionelle Revolution bis 1925
Die islamische Gesellschaft in Iran ist traditionell streng patriarchalisch. Die islamische Religion dominierte ab dem frühen Mittelalter das gesellschaftliche und politische Leben und durchdrang den Alltag umfassend. So war auch die Stellung der Frau geprägt von islamischen Traditionen und Gebräuchen. Frühe Rufe nach Gleichberechtigung gab es 1848 an der Babi-Konferenz in Badascht. Die 1844 neu entstehende Babi-Religion zählte unter den ersten 18 Anhängern eine wirkmächtige Frau. Als Dichterin Qurrat al-ʿAin, auch genannt Táhirih (1814–1852) ihren Tschador (Schleier) abnahm, durchschnitt einer der Anwesenden aus Scham seine Kehle. Diese Tat Tahirihs wurde zum Symbol der modernistischen Haltung der Babi, von denen auch viele Frauen waren. Táhirih wurde 1848 Gefangene des Königs Naser ad-Din Schah und im Palastgelände 1852 erdrosselt. Die sich ab 1863 entwickelnde Baha’i-Religion sind bis 2023 als größte religiöse Minderheit des Landes nicht in der Verfassung erwähnt, dürfen seit 1979 keine höhere Bildung erhalten. Weiteres Aufbegehren gegen die gegebenen Verhältnisse kamen im Verlauf der sogenannten Tabakbewegung ab 1891 auf. Als Langzeitkönig Naser ad-Din Schah die Rechte für die Herstellung und den Handel mit Tabak an den britischen Major Gerald F. Talbot vergab, folgten Proteste im ganzen Land. Der damalige höchste Geistliche, Ajatollah Mirza Schirazi, verhängte als Reaktion darauf eine Fatwa, die den Konsum von Tabak verbot. Auch Frauen beteiligten sich am Protest und ließen Wasserpfeifen liegen, um den Druck auf den König zu erhöhen – sogar die Frauen des Königs ad-Din Schah in seinem Harem sollen sich geweigert haben, dem König seine gewohnte Wasserpfeife vorzubereiten, um ihren Mann so zu zwingen, diesen Umstand aufzuheben. Der Protest hatte letztlich Erfolg: der König hob seine Konzession auf; das Rauchen war wieder erlaubt. Diese Tabakbewegung bildete fortan den Keim der Proteste für die konstitutionelle Revolution in Persien 1905–1911. Es wurde eine Einschränkung der Monarchie, verbunden mit einem liberalen, parlamentarischen Regierungssystem sowie einem modernen Rechtssystem gefordert. Auch Frauen engagierten sich hier. Beispielsweise nahmen 20 Frauen als Männer verkleidet an Protesten im Westen Persiens teil, die später auch – nach der brutalen Niederschlagung der Proteste – unter den Leichen gefunden wurden. 
Eine herbe Niederlage für die iranischen Frauen war erst jedoch, dass sie bei der Schaffung des ersten Parlaments und der Einführung der konstitutionellen Monarchie in Persien 1907 zunächst kein Wahlrecht erhielten. Das sahen auch viele Männer, zum Beispiel Hadi Dowlatabadi, ein moderner Geistlicher, so – sie wünschten sich mehr Mitbestimmung Teilhabe für ihre Töchter.

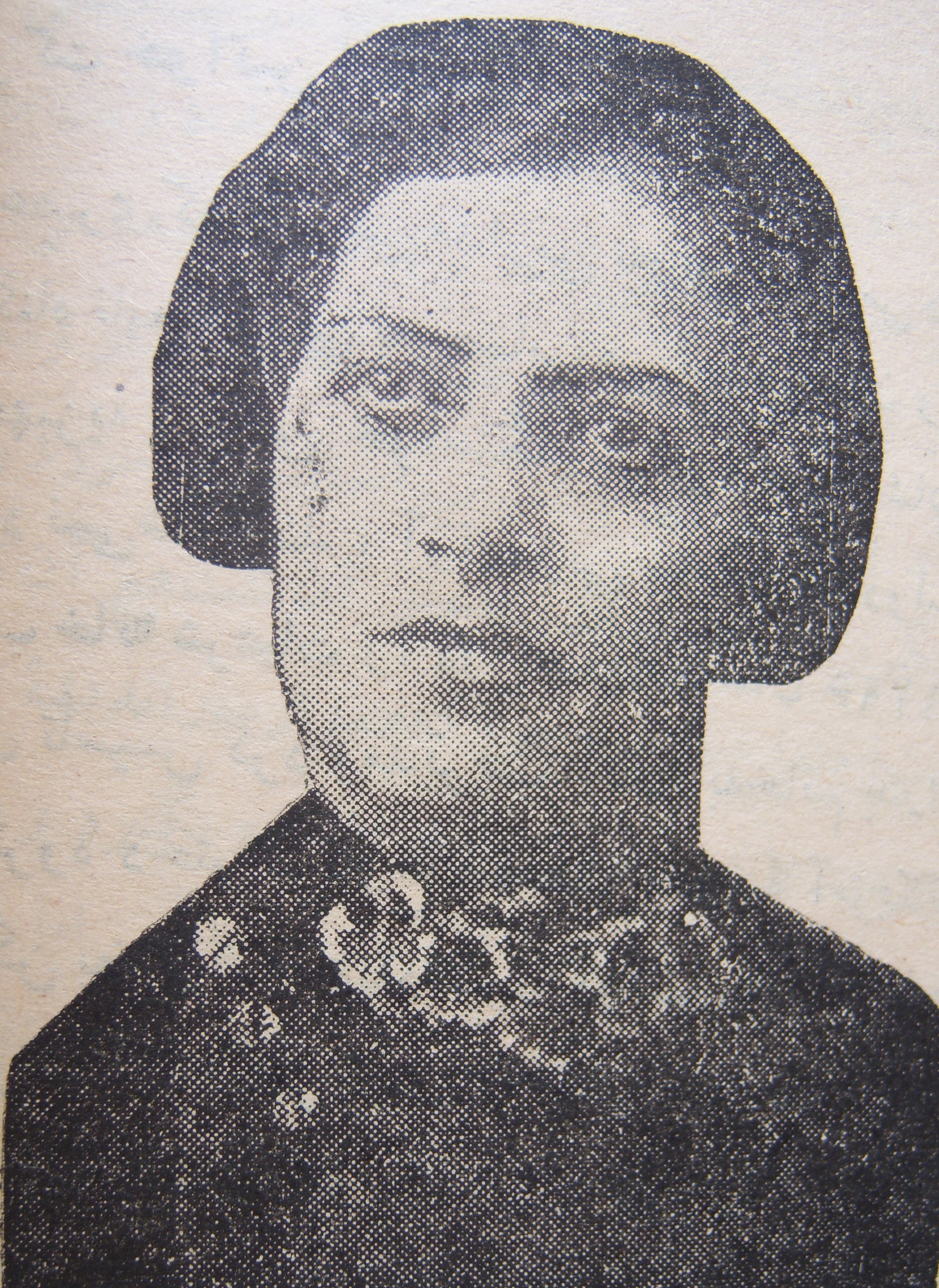
Sedigheh Dowlatabadi, um 1910

 Seine Tochter Sedighe Dowlatabadi (* 1882) wurde eine der wichtigsten Frauenaktivistinnen in der Geschichte Irans. Sie und viele andere Aktivistinnen setzten sich fortan vor allen Dingen neben dem Wahlrecht auch für Zugang zu Bildung ein, da iranische Frauenaktivistinnen Bildung für den Schlüssel zu ihrem eigenen Erfolg und für Unabhängigkeit der Frau hielten. Dowlatabadi war 1919 die Gründerin der ersten Frauenzeitschrift (Zaban-e Zanan) in Isfahan und beteiligte sich zusammen mit anderen, wohlhabenden Frauen an der Gründung von ersten Mädchenschulen (zum Beispiel Umm Al-Madaris, 1917) und half landesweit bei der Gründung von ersten Frauenvereinen (so zum Beispiel der Frauenvereinigung Isfahan) in den 1920er-Jahren, mit.

### Die Ära Reza Schah Pahlavis 1925–1941
Einen weiteren Aufschwung erhielt die iranische Frauenbewegung nach der Machtübernahme des Kosaken-Offiziers Reza Khan mit zeitgleicher Absetzung der Kadscharen-Dynastie im Jahr 1925. Reza Khan ließ sich zum neuen Schah ernennen und nannte sich von nun an Reza Schah Pahlavi. Er wollte den Weg der Republik, den die Türkei schon 1923 eingeschlagen hatte, auch umsetzen und die Gesellschaft nach dem Vorbild Mustafa Kemal Atatürks umgestalten. Der erste Herrscher der neuen Pahlavi-Dynastie versuchte die Gesellschaft zu modernisieren und dabei auch die Position der Frau aufzuwerten, sie nach westlichem Vorbild dem Mann gleichzustellen. Pahlavi führte die Schulpflicht auch für Mädchen und Jungen im Alter von 6 bis 13 ein, vervierfachte die Zahl der Grundschulen und versechsfachte die Zahl der Gymnasien bis 1939. Auch gründete er einen landesweiten Frauenverein und seine Töchter Ashraf und Shams Pahlavi spielten eine wichtige Form in der iranischen Frauenbewegung, als Verbündete der wichtigsten Frauenaktivistinnen wie Sedighe Dowlatabadi. Weitere radikale Maßnahmen folgten, mithilfe derer der Schah möglichst schnell den „rückständigen“ Status quo modernisieren und die Gesellschaft in eine moderne, fortschrittliche dieser Art überführen wollte. Dies betrifft etwa das Verbot des Tschadors (Schleiers), der traditionellen Kleidung der iranischen Frauen, im Jahr 1936. Viele sahen diese bis 1941 geltende Maßnahme als radikalen Eingriff des Staates in das Leben und die Privatsphäre seiner Bürger.
 Vor allem konservative Frauen sahen sich seitens des Staates genötigt, der durch diese einschneidende Maßnahme mit teils jahrhundertealten Traditionen brach und die alte Gesellschaftsordnung grundlegend erschütterte. Viele Frauen sahen sich hier einem Zwang auferlegt, dem sie sich nicht beugen wollten. Die Regierung entschied mit dem Kashf-e hijab-bezeichneten Dekret über den Körper und das Äußere von Frauen. Der 8. Januar wurde fortan in der Ära der Pahlavi-Dynastie bis zur Islamischen Revolution als Feiertag „Tag der Befreiung der Frau“ begangen.

### Mohammed Reza Pahlavi 1941–1979
Die iranische Gesellschaft ist traditionell patriarchalisch. Mit fortschreitender Modernisierung verbesserte sich jedoch die gesellschaftliche Stellung der Frau bis zur Islamischen Revolution. So erhielten die iranischen Frauen in den 1960er Jahren im Rahmen der weißen Revolution das Wahlrecht (1963), Abtreibungen wurden erlaubt und das Scheidungsrecht säkularisiert. Das Gleichberechtigung schaffende Gesetz zum Schutz der Familie von 1967 setzte nach 1979 der Revolutionsführer Ruhollah Chomeini außer Kraft.

### Seit der islamischen Revolution
Auch nach der Islamischen Revolution und der damit einhergehenden gesetzlichen Diskriminierung stieg beispielsweise das Bildungsniveau von Frauen weiter an. Insbesondere in naturwissenschaftlichen oder mathematischen Fächern ist der Frauenanteil an Studierenden in Iran im internationalen Vergleich sehr hoch. 2012 führte die Regierung Ahmadineschad Quoten von maximal 50 % Frauen oder weniger für manche Studienfächer ein. Die Vereinten Nationen rügten diese Praxis, die zu einem Rückgang des Frauenanteils von 62 % 2007–2008 auf 48,2 % 2012–2013 führte. Von der Regierung Rohani wurden diese Bestimmungen wieder aufgehoben. 2015 betrug der Frauenanteil an Studierenden naturwissenschaftlicher oder mathematischer Fächer in Iran 65 %, während er in Europa wesentlich niedriger liegt. Bei der Ermöglichung eines Auslandsstudiums werden in Iran allerdings Söhne von ihren Familien bevorzugt.
Einzelne islamische Gelehrte kritisieren auch im 21. Jahrhundert angesichts der hohen Arbeitslosigkeit von Männern in Iran die Präsenz von Frauen auf dem Arbeitsmarkt. Zudem wird die finanzielle Unabhängigkeit von Frauen als Ursache für die Erhöhung der Scheidungsrate angeführt.
Bei der Parlamentswahl am 26. Februar 2016 gab es mit über 580 weiblichen Kandidaten doppelt so viele Kandidatinnen wie bei der vorangehenden Wahl vier Jahre zuvor. Nach Medienberichten setzen einzelne Politiker gegenüber ihren Konkurrentinnen zwar frauenverachtende Kommentare ein; diese würden von der Öffentlichkeit zunehmend als inakzeptabel betrachtet.

## Rechtliche Lage
Diskriminierung von Frauen in Iran ist vielfältig. Frauen sind durch die in der Islamischen Republik Iran angewandte Scharia in fast allen Rechtsbereichen unter Verstoß gegen völkerrechtlich bindende Menschenrechtsverträge stark benachteiligt. Sinn der Verfolgungen der Bahai ist, die Religion ohne Priesterkaste und Gleichberechtigung der Frauen auszulöschen, also sind sie in der Verfassung nicht erwähnt. Andere Bewohnerinnen Irans dürfen verschiedene Berufe, so das Richteramt, nicht ausüben; es bestehen u. a. Benachteiligungen beim Zeugenrecht, beim Ehe- und Scheidungs- sowie beim Sorgerecht. Vor Gericht zählt die Aussage einer Frau nur halb so viel wie die eines Mannes, teilweise werden weibliche Zeugen vor Gericht auch gar nicht zugelassen. Auch im „Vergeltungsrecht“ haben
Leben und Gesundheit von Frauen nur den halben Wert.

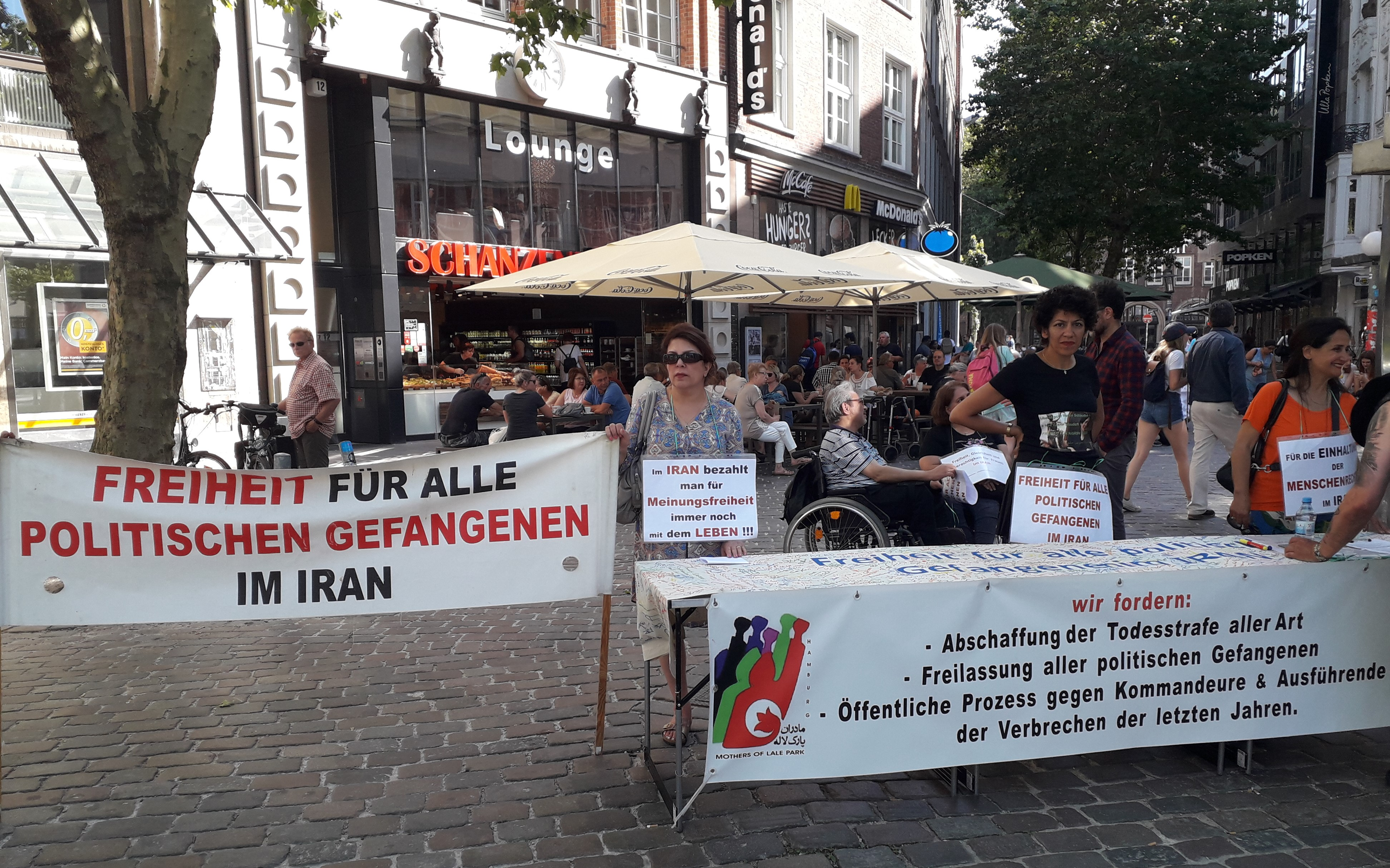
Informationsstand zu Menschenrechtsverletzungen in Iran; Deutschland, 2019

In Iran haben Ehemänner zudem „das Recht“ auf die sexuelle Verfügbarkeit der Ehefrau und dürfen dies auch mit Gewalt durchsetzen; Vergewaltigung in der Ehe ist damit kein juristischer Tatbestand. Auch allgemeine häusliche Gewalt des Ehemanns gegen die Frau ist weitgehend erlaubt. So darf der Mann seine Frau schlagen, wenn er „Ungehorsam fürchte“. Das Scheidungsrecht wird als einseitiges Recht des Mannes betrachtet. Der Mann kann sich von seiner Frau jederzeit scheiden lassen. Zwar hat auch die Frau prinzipiell die Möglichkeit, Scheidungsgründe vorzubringen, ist aber in der Pflicht, diese zu belegen. Schläge oder sexuelle Gewalt durch den Mann sind im Allgemeinen zunächst ausdrücklich kein Scheidungsgrund, belegte körperliche Gewalt in für die Frau nicht tolerierbarem Ausmaß kann jedoch als Scheidungsgrund anerkannt werden. Neben der Beweispflicht kann die Durchsetzung einer Scheidung für die Frau vor dem Hintergrund der nicht vorhandenen Gleichstellung vor dem Gesetz zusätzlich schwierig werden. Innerfamiliäre „Ehrenmorde“ sind durch die iranischen Gesetze praktisch straffrei, in anderen Fällen kommt es zur Zahlung von „Blutgeld“. Darüber hinaus dürfen Ehefrauen ohne die Einwilligung des Mannes nicht verreisen.
Da Homosexualität in der Islamischen Republik Iran illegal ist und unter Strafe steht, müssen sich lesbische Frauen bedeckt halten.
In iranischen Gefängnissen sind Frauen häufig Opfer sexueller Belästigungen bis hin zu Vergewaltigungen. In einigen Fällen schlossen iranische Geistliche auch gegen den Willen der Frauen „Zeitehen“ zwischen Pasdaran und weiblichen Gefangenen, sodass Vergewaltigungen vor einer Hinrichtung „legal“ wurden. In einem Bericht über die Menschenrechtssituation in der Islamischen Republik stellte der Sonderbeauftragte der Vereinten Nationen 1990 fest, dass zum Tode verurteilte Jungfrauen vor der Hinrichtung zwangsverheiratet und vergewaltigt werden, weil Jungfrauen nach islamischem Gesetz nicht hingerichtet werden dürfen. Trotz der Bestätigung durch einige hohe iranische Politiker bestreiten die Behörden solche Vergewaltigungen während der Haft.

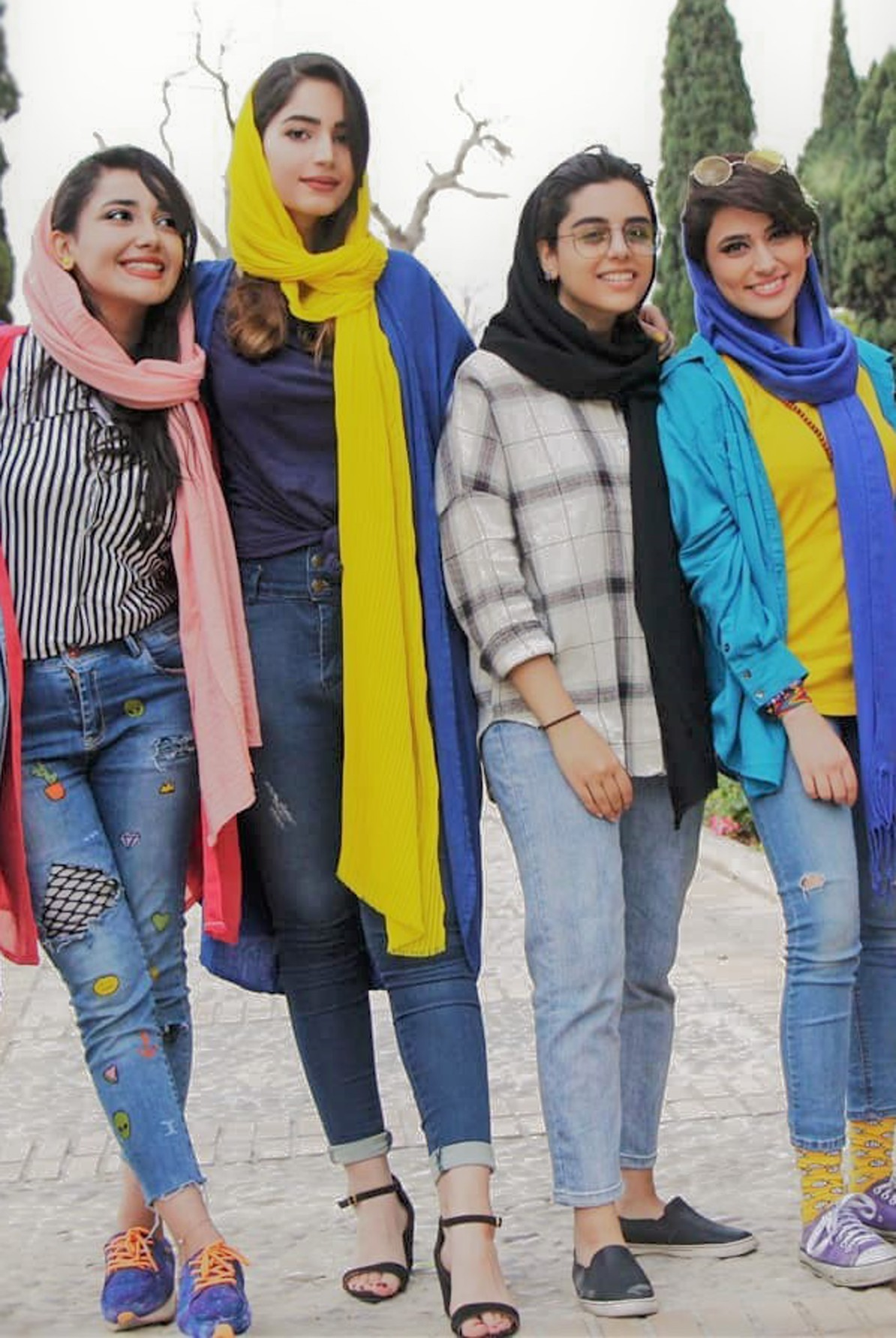
Frauen in Iran mit Hidschāb, Schiras 2017

Daneben bestehen eine Kopftuchpflicht sowie weitere Kleidungsvorschriften für Frauen, deren Einhaltung von der Sittenpolizei streng kontrolliert und durchgesetzt wird. Gerade in großen Städten missachten viele Frauen jedoch regelmäßig die engen Vorschriften und tragen beispielsweise ein lose um den Kopf geschlungenes Tuch oder einen engen Mantel. Auch gibt es regelmäßige Proteste gegen diese Sittenpolitik, diese werden aber unterdrückt. Beobachtern zufolge haben sich die Repressionen gegen Frauen seit 2014 massiv verstärkt. Immer wieder wurden zudem Säureattentate auf Frauen verübt, die sich angeblich nicht korrekt kleideten.
Die Islamische Republik Iran geht rigoros gegen weibliche und männliche Aktivisten der iranischen Frauenbewegung vor. Beispielsweise wurde die Rechtsanwältin Nasrin Sotudeh unter anderem zu fünf Jahren Haft wegen „Verstoßes gegen die islamischen Kleidervorschriften“ verurteilt, da sie in einer in Iran nicht veröffentlichten Videobotschaft kein Kopftuch getragen hatte.
Immer wieder werden diskriminierende Gesetzesentwürfe eingebracht und verabschiedet. So wird zur Erfüllung der von Ali Chamenei ausgegebenen Losung der Verdopplung der Bevölkerungszahl über Empfängsnisverhütungsverbote und zusätzliche Benachteiligungen kinderloser Frauen am Arbeitsmarkt diskutiert, bestehende Familienplanungsprogramme wurden bereits gestrichen. 2014 verbot der Oberste Führer das Chatten zwischen nicht-verwandten Männern und Frauen.
Ohne Zustimmung ihres Ehemannes oder Vormundes erhalten iranische Frauen keinen Pass, um ins Ausland zu reisen. Nachdem der Ehemann der paralympischen Bogenschützin Zahra Nemati versucht hatte, deren Ausreise zu einem sportlichen Wettbewerb zu verhindern, wurde im Mai 2017 ein neues Passgesetz verabschiedet. Schon 2015 hatte ein ähnlicher Fall der Fußballspielerin Niloufar Ardalan weltweit Aufsehen erregt, deren Ehemann ihre Teilnahme an der ersten asiatischen Futsal-Meisterschaft hatte vereiteln wollen. Gemäß dem neuen Gesetz entscheiden anstelle des Ehemanns nun die Behörden über die Ausreise von Frauen, die an Sportwettbewerben, akademischen und kulturellen Konferenzen und Festivals teilnehmen, auf die Pilgerfahrt nach Mekka gehen wollen oder eine medizinische Behandlung im Ausland benötigen.
Im März 2019 verkleidete sich das junge Mädchen Sahar Chodayari als Mann, um als Zuschauer beim Derby des FC Esteghlal im 100.000 Personen fassenden Azadi-Stadion dabei zu sein. Sie wurde jedoch erwischt, verhaftet und zu einem halben Jahr Gefängnis verurteilt. Daraufhin protestierte sie, übergoss sich mit Benzin und starb an ihren Verletzungen. War Frauen der Zugang zu Sportstadien seit der Islamischen Revolution im Jahr 1979 verboten, ist diese Regelung, nachdem die FIFA gedroht hatte, das Land sonst von der Weltmeisterschaft auszuschließen, erstmals im Jahr 2019 gelockert worden, sodass im Oktober jenes Jahres Frauen erstmals seit 40 Jahren wieder bei einer Sportveranstaltung als Zuschauerinnen zugegen waren. Im Jahr 2022 wurde Frauen „auf Probe“ die Anwesenheit in einem Fußballligaspiel gestattet. Für Spiele der iranischen Fußballnationalmannschaft wurde das Frauen-Anwesenheitsverbot de jure aufgehoben, jedoch praktisch teilweise weiter umgesetzt.
Die 2019 verstorbene Politikerin Azam Taleghani, Tochter von Mahmud Taleghani, die sich für die Präsidentschaftswahl in Iran hat registrieren lassen, aber nie zu einer Wahl zugelassen wurde, kritisierte die Auslegung des im Grunde geschlechtsneutralen arabischen Wortes rajul (Plural von rejal) im Artikel 115 der iranischen Verfassung als „Männer“, während sie es mit „Individuen“ (im Sinne von „Menschen“) übersetzte. Letztere Bedeutung würde auch Frauen das Präsidentenamt eröffnen, was für den Wächterrat aber undenkbar ist.

## Namhafte Aktivistinnen
- Qurrat al-ʿAin, auch genannt Táhirih (1814/1817–1852)
- Bibi Khanum Astarabadi (1859–1921)
- Tadsch os-Saltaneh (1883–1936) (Tochter von Nāser ad-Din Schāh) (1883–1936)
- Tuba Azmudeh (1878–1936)
- Sediqeh Dowlatabadi (1882–1962)
- Nika Shakarami (2005–2022)